# Vízóra (időmérő)

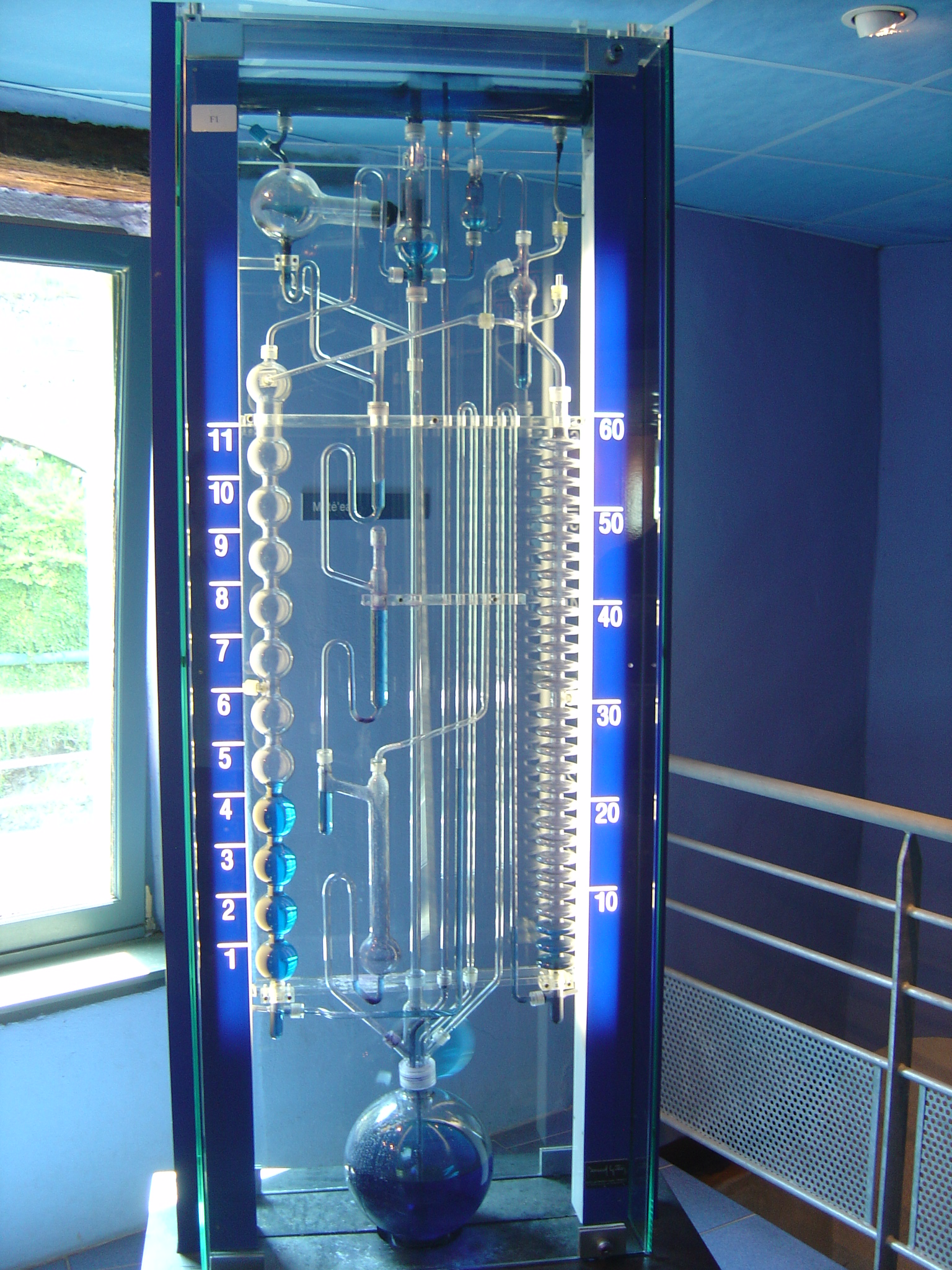
Modern vízóra

A vízóra, más néven klepszüdra (görögül: κλεψύδρα) ókori időmérő eszköz; görög nevének jelentése: „vízlopó edény”.
Vízórát már az ókori Mezopotámiában, Egyiptomban és a Távol-Keleten is használtak. Az ókori Görögországban főként a bíróságokon alkalmaztak klepszüdrát, ugyanis a beszédekre fordított idő hosszát a perrend írta elő. Az athéni agora ásatásakor találtak is ilyen edényeket. Ezek alján oldalt egy nyílás volt, az edénybe öntött víz ezen a kis résen folyt ki, így tudták az eltelt idő tartamát mérni.
A vízórák gyakran csonka kúp alakúak, ilyen módon érhető ugyanis el az, hogy a víz magassága a vízóra kiürülése során egyenletesen csökkenjen. (Ez egészen pontosan a paraboloid alakkal érhető el. )
Az ókori római vízóra az év során a nappal hosszának megfelelő, eltérő hosszú időskálát alkalmazott (lásd: nyári időszámítás).